# Cass Elliot
Cass Elliot, pseudonimo di Ellen Naomi Cohen (Baltimora, 19 settembre 1941 – Londra, 29 luglio 1974), è stata una cantante statunitense, nota anche con lo pseudonimo di Mama Cass.
Membro fondatore del quartetto The Mamas & the Papas, dopo aver lasciato il gruppo intraprese la carriera solista, incidendo sei album.

## Biografia
Ellen Cohen nacque a Baltimora, Maryland; si trasferì ad Alexandria, un sobborgo di Washington. Figlia di un commerciante di generi alimentari, adottò il nome di "Cass" alle scuole superiori – probabilmente, secondo Denny Doherty, ispirandosi al nome dell'attrice Peggy Cass – in ogni caso esso era "Cass" e non "Cassandra". Più tardi assunse anche il soprannome di "Elliot" in memoria di un amico morto.
Iniziò come attrice nella commedia The Boy Friend, mentre frequentava ancora la scuola. Dopo aver abbandonato il George Washington High School poco prima di diplomarsi, si trasferì a New York, dove fece una piccola apparizione in The Music Man, ma perse la parte nel successivo ruolo di miss Marmelstein in I Can Get It for You Wholesale, che venne dato ad una giovane Barbra Streisand nel 1962.
Elliot iniziò come cantante mentre lavorava nei locali notturni di Greenwich Village ma non ebbe seria intenzione di diventare professionista finché non tornò a Washington per studiare alla American University. 

## Carriera

### I Mamas and Papas
Nel 1964 la Elliot e il marito Hendricks si unirono ai due musicisti di origine canadese Zal Yanovsky e Denny Doherty per dare vita ai The Mugwumps. Il gruppo durò solo otto mesi e Cass decise di continuare come solista. Nel frattempo l'altro membro del gruppo, Yanovsky, si unì a John Sebastian per fondare i The Lovin' Spoonful, mentre l'ex-compagno di band, Doherty, si unì ai The Mamas & the Papas, insieme a John Phillips e a sua moglie, Michelle Phillips. Nel 1965, Doherty riuscì a convincere Phillips a far entrare nel gruppo anche Cass Elliot, che vi entrò ufficialmente durante il loro tour nelle Isole Vergini.
In quel periodo, la Elliot era considerata il membro più carismatico del gruppo. La sua voce potente fu un fattore importante per i successi di California Dreamin', Monday, Monday e Words of Love. Eseguì l'assolo Dream a Little Dream of Me (accreditato sull'etichetta del singolo come Featuring Mama Cass with The Mamas and the Papas), registrato nel 1968 dopo aver appreso della morte di Fabian Andre, uno degli uomini che lo co-scrisse, che Michelle Phillips aveva incontrato anni prima. I The Mamas & the Papas continuarono a registrare per rispettare i termini del contratto discografico fino al 1971, quando la band si sciolse definitivamente.

### La carriera solista
Cass Elliot diventò cantante solista. La sua registrazione di maggior successo fu Dream a Little Dream of Me del 1968 nell'omonimo album pubblicato dalla Dunhill Records, anche se originariamente pubblicato all'inizio di quell'anno sull'album The Papas & the Mamas Presented by the Mamas and the Papas.
Apparve poi in due speciali televisivi: The Mama Cass Television Program (ABC, 1969) e Don't Call Me Mama Anymore (CBS, 1973). È stata ospite nei primi anni 1970 in diversi talk show televisivi e spettacoli di varietà, tra cui The Mike Douglas Show; The Andy Williams; Show; Hollywood Squares; The Johnny Cash Show; The Ray Stevens Show; The Smothers Brothers Comedy Hour e The Carol Burnett Show, e fu ospite per una settimana nel game show Match Game '73. Ospitò Johnny Carson al The Tonight Show e fu ospite altre 13 volte. Apparve come co-conduttrice di The Music Scene sulla ABC e nel primo The Midnight Special sulla NBC.
Nel 1970 cantò la canzone del titolo The Good Times Are Comin, (dall'album Monte Walsh), durante la sequenza d'apertura del film Monty Walsh, un uomo duro a morire, con Lee Marvin e Jack Palance, e nello stesso anno fece tre apparizioni nella serie di varietà The Julie Andrews Hour.
Nel 1973 la Elliot recitò in Saga of Sonora, uno speciale televisivo, con Jill St. John, Vince Edwards, Zero Mostel e Lesley Ann Warren e cantò il jingle Hurry on down to Hardee's, where the burgers are charco-broiled, per la marca Hardee. 
Durante i primi anni settanta Elliot continuò pure come attrice nel film Pufnstuf (1970) e come ospite in TV in American Style e The Red Skelton Show.
Nel 1973 Elliot assunse come manager Allan Carr, che gestiva anche le carriere di Tony Curtis, Ann-Margret e Peter Sellers. Carr immaginava che Elliot avesse bisogno di lasciare il rock e dirigersi verso il circuito del cabaret, così mise assieme uno spettacolo che comprendeva vecchi standard insieme ad alcune nuove canzoni scritte per lei da amici. L'atto includeva Elliot e due cantanti maschi che fungevano da cantanti di supporto e aiutanti durante i numeri musicali. Il titolo dello show era Don't Call Me Mama Anymore, dal nome di una delle canzoni scritte dall'amico Earle Brown, nata dalla frustrazione di Elliot di essere identificata ancora come "Mama Cass".
Lo spettacolo debuttò a Pittsburgh il 9 febbraio 1973. Elliot si sentì pronta ad affrontare Las Vegas ancora una volta, poi debuttò al Flamingo.

### La morte
Nel luglio del 1974 Cass Elliot tenne concerti al London Palladium. Subito dopo l'ultimo concerto, tenutosi il 28 luglio (alla fine del quale aveva ricevuto una standing ovation del pubblico), Cass chiamò entusiasta Michelle Phillips, comunicandole l'esito positivo dello spettacolo; secondo il suo biografo Eddi Fiegel, Elliot si soffiava spesso il naso, tossiva e aveva difficoltà a respirare. Si recò a un cocktail party dal giornalista americano Jack Martin; di ottimo umore, ma appariva esausta e malata.
Secondo quanto dichiarato da Debbie Reynolds, lei e i suoi due figli, Carrie e Todd Fisher, quella notte la videro ad una festa nella casa di Mick Jagger a Londra. Qualche ora dopo, Reynolds vide Cass andar via da sola. Quella notte, Cass Elliot morì nel sonno nell'appartamento che aveva affittato a Londra. Secondo l'autopsia la causa di morte fu un attacco cardiaco dovuto a un miocardio deformato dall'obesità. Non furono trovate tracce di droga. Cass fu sepolta al Mount Sinai Memorial Park Cemetery di Los Angeles.
Fino ai primi anni duemila, si sosteneva in giro che fosse morta soffocata da un panino.

## I problemi di salute
Svariati problemi di salute condizionarono l'attività di Elliot. Cominciarono a manifestarsi nel 1968, colpita da un'ulcera che la costrinse a letto per tre settimane. Ripresasi, si esibì al Caesar's Palace, nonostante la febbre alta. La sua voce era debole e appena udibile, e la folla s'imbestialì. Alla fine dello spettacolo Elliot tornò sul palco per scusarsi: "Questa è la prima notte, e andrà meglio". Poi cantò Dream a Little Dream of Me e lasciò il palco mentre il pubblico applaudiva tiepidamente. Tornò più tardi quella sera per esibirsi nel secondo spettacolo, ma la sua voce era ancora peggiorata e molti uscirono protestando. Lo spettacolo si concluse dopo una sola notte ed Elliot tornò a Los Angeles, dove le fu praticata una tonsillectomia.
Nel 1972 crisi respiratorie la costrinsero ad annullare alcuni concerti. Il 22 aprile 1974 ebbe un collasso dovuto ad un calo di zuccheri due ore prima di essere ospite dello show di Johnny Carson.

## Vita privata
Elliot si sposò due volte, nel 1963 con il cantautore James Hendricks, suo compagno di gruppo nei Big 3 e nei Mugwumps. Fu un matrimonio di convenienza per aiutarlo ad evitargli il Vietnam. Il matrimonio, mai consumato, fu annullato nel 1968. Il 2 settembre 1971 Elliot sposò il giornalista Donald von Wiedenman, dal quale divorziò nell'aprile del 1972.
Il 26 aprile 1967 ebbe una figlia, Owen Vanessa Elliot, che divenne cantante e chitarrista e suonò in alcuni dischi solisti del membro dei Beach Boys Al Jardine. Elliot non identificò mai il padre, ma anni dopo Michelle Phillips la aiutò a trovare il padre biologico, il cantautore Chuck Day, paternità mai rivelata pubblicamente fino alla sua morte nel 2008.
Era inoltre la sorella della cantante Leah Kunkel.

## Discografia solista
- 1968 – Dream a Little Dream
- 1969 – Bubblegum, Lemonade, and... Something for Mama
- 1970 – Monte Walsh
- 1971 – Cass Elliot
- 1972 – The Road Is No Place for a Lady
- 1973 – Don't Call Me Mama Anymore